# 邝约
邝约（1468年—1521年），字文博，號古潭，广东南海人，明朝政治人物，同進士出身。官至河南副使。

## 生平
弘治十四年辛酉科廣東鄉試第十二名舉人，弘治十五年（1502年）壬戌科會試第一百七十三名，三甲六十六名進士。授龙泉、金溪知县，正德三年十月选授云南道御史，六年二月劾罢巡抚罗鉴、胡瑞，本年巡按南直隶應天，九年巡按贵州，十年九月升河南按察副使。

## 家族
曾祖鄺康祐。祖鄺智雄。父鄺珵。母許氏。慈侍下。弟鄺绮